# Operación Crepúsculo
La Operación Crepúsculo fue una operación realizada por las Fuerzas Armadas del Perú y Policía Nacional del Perú donde se dio captura a Florindo Eleuterio Flores Hala, alias "Camarada Artemio", por entonces líder de los remanentes del Partido Comunista del Perú-Sendero Luminoso en el Alto Huallaga.

## La operación

### Preliminares
Por disposición del presidente Ollanta Humala se dispuso el Plan de Operaciones Perú, una iniciativa para dar con la captura de los terroristas de Sendero Luminoso. Como parte de esto, se logró la captura o el abatimiento de importantes líderes de la organización como "Camarada Tigre", número tres de la organización; "Camarada Roger", número cuatro; entre otros. Estas acciones hicieron que se lograra obtener información de la organización terrorista.

### Desarrollo de la operación
La madrugada del 9 de febrero del 2012, el "Camarada Artemio" ordenó a sus hombre preparar un campamento en Santa Rosa de Mishollo. El "Camarada Artemio", descubriendo que uno de sus hombres de confianza le iba a traicionar para cobrar la recompensa (aunque también se dice que era un infiltrado de las fuerzas de seguridad), intentó dispararle pero este le disparó con su escopeta dejándolo herido. El hombre que disparó al "Camarada Artemio" tardó en informar a las fuerzas de seguridad por lo que tardaron cuatro horas en llegar. Luego se informó que el "Camarada Artemio" estaba en la posta de salud de Santa Rosa de Mishollo, pero cuando llegaron ya no estaba. Tras una persecución, el 12 de febrero de 2012, el "Camarada Artemio" fue hallado en una choza en el departamento de San Martín. En la documentación obtenida tras la captura del "Camarada Artemio" se encontró una donde indicaba el traslado de Lima a Ayacucho de la Nueva Facción Roja (NFR), una facción orientada al "desarroll[o] del partido [Sendero Luminoso]" y liderada por Elena Iparraguirre.